# Jodis mediofasciata
Jodis mediofasciata là một loài bướm đêm trong họ Geometridae.